# Charles Laurent (haut fonctionnaire)
Pour les articles homonymes, voir Charles Laurent et Laurent.
Charles François Laurent est un haut fonctionnaire et homme d'affaires français, né à Paris le 12 novembre 1856 et mort le 16 février 1939.

## Biographie
Ancien élève lycée Louis-le-Grand, puis de l'École polytechnique (X1875), il fait une brillante carrière au sein du ministère des Finances : chef de cabinet du ministre en 1893, il est directeur général de la comptabilité publique en 1895, puis secrétaire général du Ministère en 1898. En 1907, il devient premier président de la Cour des comptes. Après la Première Guerre mondiale, il fonde en 1919 le Crédit national, dont il est le premier président.
Il est ensuite nommé ambassadeur de France à Berlin en juin 1920. Son expertise en matière de financements internationaux est considérée comme essentielle pour suivre le dossier très sensible des réparations de guerre. Pour cette même expertise, Paul Claudel, ambassadeur de France au Japon en 1923, fera appel à lui. Le Japon souhaite alors lancer des emprunts internationaux pour assurer la reconstruction de Tokyo après le grand tremblement de terre de septembre 1923. Paul Claudel et Charles Laurent resteront amis.
Il est membre du conseil d'administration de plusieurs grandes entreprises, en particulier de la Compagnie Universelle du Canal de Suez, dont il sera vice-président de 1938 jusqu'à son décès.

## Honneurs et postérité
Le Crédit national construit au début des années 1930 un groupe d'immeubles dans le 15e arrondissement de Paris qui porte le nom de square Charles-Laurent.
- Grand-croix de la Légion d'honneur[4].

### Sources
- Dictionnaire historique des inspecteurs des Finances 1801-2009: Dictionnaire thématique et biographique, Institut de la gestion publique et du développement économique, 2012